# 若狭めのう細工
若狭めのう細工（わかさめのうざいく）とは福井県小浜市で生産される瑪瑙の原石を加工した工芸品である。
昭和51年6月2日に、伝統的工芸品に指定された。
装身具、置物、茶碗、風鎮（ふうちん）や動物を模した独特の細工が現在も伝承されている。

## 概要
- 奈良時代に玉を信仰する鰐族（わにぞく）という渡来人が若狭一の神社の前で玉を作ることを仕事としたのが始まりと言われている。
- 享保年間、玉屋喜兵衛が浪速の眼鏡屋に奉公中、めのうの原石に熱を加えることで、鉄分が酸化して赤く発色する「焼入れ技術」を習得し帰郷し広まったと伝わっている。
- 江戸時代には、根付として、小さな勾玉を印籠などにつけていた。
- 美術工芸品としての彫刻の技術は明治所期に中川清助により創始され、海外をはじめ全国の博覧会に出陳し普及させた。
- 2014年に福井を代表する伝統工芸（越前漆器・越前焼など）を代表する7分野の伝統工芸品の若手職人がグループ「7人の侍」を結成した[2]。

## 工程
- 原石は古来近辺で採石されていためのうであるが、現在は海外から輸入している。
- 石地取り、焼き入れ、彫刻・成形、磨きの4工程により制作される。
- 焼入れにより、赤色に発色されためのう原石に金剛砂を使って研磨し成型し、長時間かけ仕上げ磨きを行い、鶏や鯉など動物を模した細工の置物や香呂等を細工する。